# ≠Me
≠ Me (ノットイコールミー; phát âm là Not Equal Me), là một nhóm nhạc nữ thần tượng Nhật Bản được thành lập vào đầu năm 2019. Nhóm gồm 12 người được sản xuất bởi cựu thành viên AKB48 và HKT48 Rino Sashihara và là nhóm chị em của =Love.

## Lịch sử

### 2019 – nay: Thành lập và ra mắt
Vào cuối năm 2018, các buổi thử giọng dành cho nhóm chị em của =Love đã được tổ chức. Vào ngày 24 tháng 2 năm 2019, đội hình gồm 11 thành viên đã được xác nhận. Thành viên cuối cùng được tiết lộ vào ngày 8 tháng 4. Họ phát hành đĩa đơn kỹ thuật số đầu tay cùng tên vào ngày 3 tháng 8. Vào ngày 4 tháng 8, nhóm đã biểu diễn cùng với nhóm chị em của mình tại Tokyo Idol Festival 2019. Nhóm nổi bật với tư cách là nghệ sĩ biểu diễn duy nhất của ca khúc B-side thứ sáu của =Love "Kimi no Oto Dattanda" (君の音だった ん だ) được phát hành vào ngày 30 tháng 10. Vào tháng 10 năm 2020, nhóm biểu diễn tại Tokyo Idol Festival 2020. Vào ngày 7 tháng 4 năm 2021, nhóm nhạc phát hành EP đầu tiên, Chōtokkyū ≠Me Iki (超特急 ≠Me行き). Vào ngày 14 tháng 7, nhóm nhạc phát hành đĩa đơn "Kimi wa Kono Natsu, Koi wo Suru" (君はこの夏、恋をする).

## Thành viên
- Hana Ogi (尾木波菜)
- Kirari Ochiai (落合希来里)
- Moeko Kanisawa (蟹沢萌子)
- Natsune Kawaguchi (河口夏音)
- Natsumi Kawanago (川中子奈月心)
- Momo Sakurai (櫻井もも)
- Mirei Suganami (菅波美玲)
- Hitomi Suzuki (鈴木瞳美)
- Saya Tanizaki (谷崎早耶)
- Nanaka Tomita (冨田菜々風)
- Shiori Nagata (永田詩央里)
- Miyuki Honda (本田珠由記)

## Danh sách đĩa nhạc

### EP
| Tiêu đề                            | Thông tin album                                                                           | Vị trí cao nhất trên bảng xếp hạng | Vị trí cao nhất trên bảng xếp hạng | Doanh số      |
| Tiêu đề                            | Thông tin album                                                                           | Oricon                             | Billboard                          | Doanh số      |
| ---------------------------------- | ----------------------------------------------------------------------------------------- | ---------------------------------- | ---------------------------------- | ------------- |
| Chōtokkyū ≠Me Iki (超特急 ≠Me行き) | - Released: ngày 7 tháng 4 năm 2021 - Label: King Records - Formats: CD, digital download | 1                                  | 1                                  | - JPN: 48,928 |

### Đĩa đơn
| Tiêu đề                                                  | Năm  | Vị trí cao nhất trên bảng xếp hạng | Vị trí cao nhất trên bảng xếp hạng | Doanh số      | Album            |
| Tiêu đề                                                  | Năm  | Oricon                             | Billboard                          | Doanh số      | Album            |
| -------------------------------------------------------- | ---- | ---------------------------------- | ---------------------------------- | ------------- | ---------------- |
| "Kimi wa Kono Natsu, Koi wo Suru" (君はこの夏、恋をする) | 2021 | 2                                  | 15                                 | - JPN: 53,373 | Non-album single |